# A'DAM Toren
A'DAM Toren（英文A'DAM Tower，阿丹塔，阿姆斯特丹塔）是阿姆斯特丹北部艾湾上一座高80米的塔。   
A'DAM Toren是“ Toren Overhoeks”的新名称。该塔由建筑师阿瑟·斯塔尔（Arthur Staal）根据荷兰皇家壳牌公司的委托设计。因此，这座塔也亲切地被许多阿姆斯特丹人称为“贝壳塔”。Staal将办公大楼设计为与IJ成45度角。这座建筑原名即是对角线（荷兰语中的“ overhoeks”）。它于1971年正式开放，是荷兰皇家壳牌石油公司的办公地点直到2009年。名称A'DAM也代表“阿姆斯特丹舞蹈和音乐”，主要租户有：ID＆T，AIR Events和MassiveMusic。 
如今，A'DAM完成了巨大的装修并已转变为标志性的多功能塔。现在，这里是办公室，咖啡馆，饭店，酒店，观察点和旋转的餐厅。经过两年的翻新，该塔楼于2016年更名为A'DAM Toren并重新营业。在A'DAM Tower的楼顶，名为A'DAM LOOKOUT的秋千是欧洲空中楼顶上最高的秋千。

## 照片库
时光倒流 

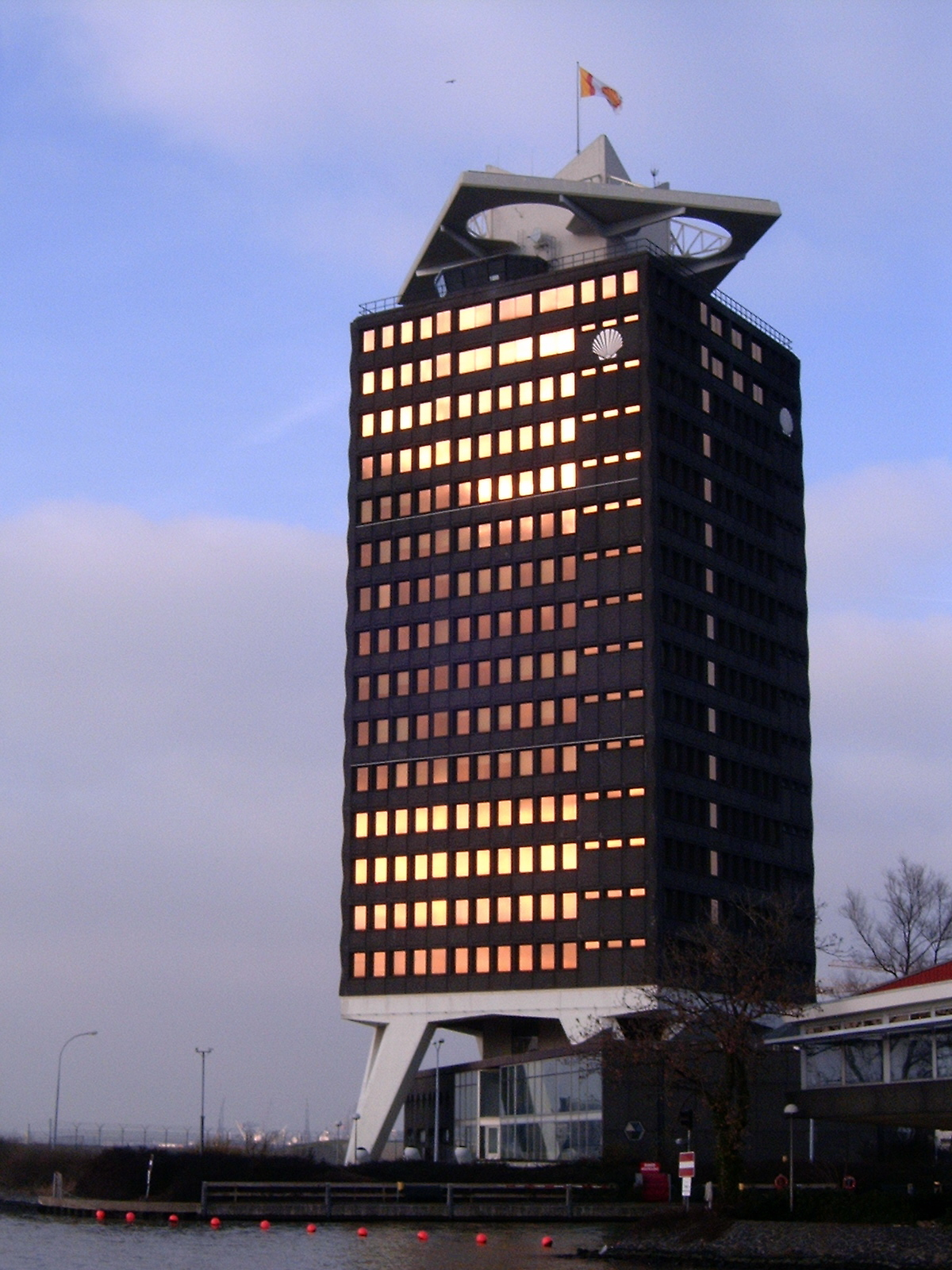
壳牌公司仍然拥有的Toren Overhoeks
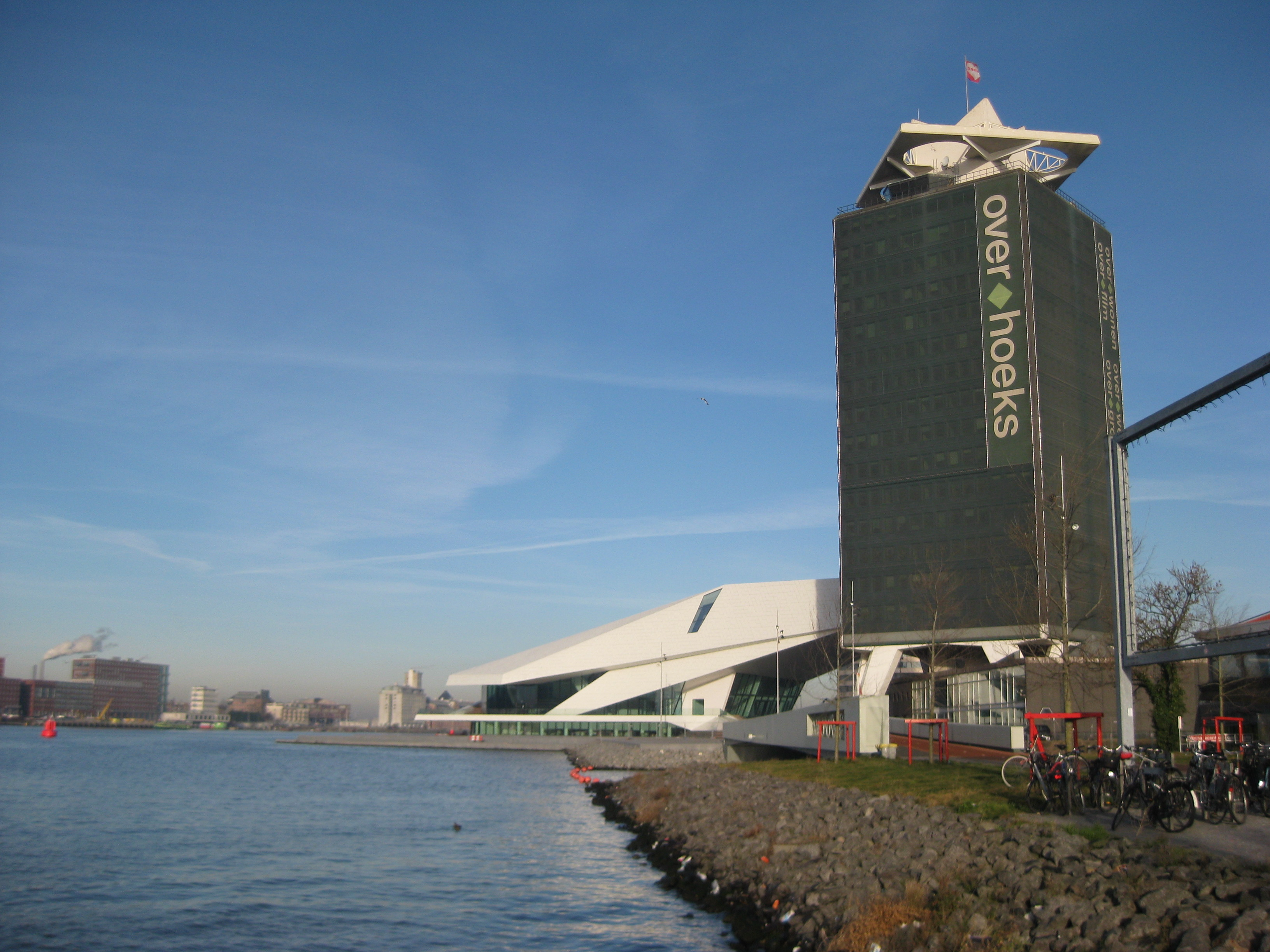
2012年的Toren Overhoeks，背景为EYE电影博物馆

装修期间 

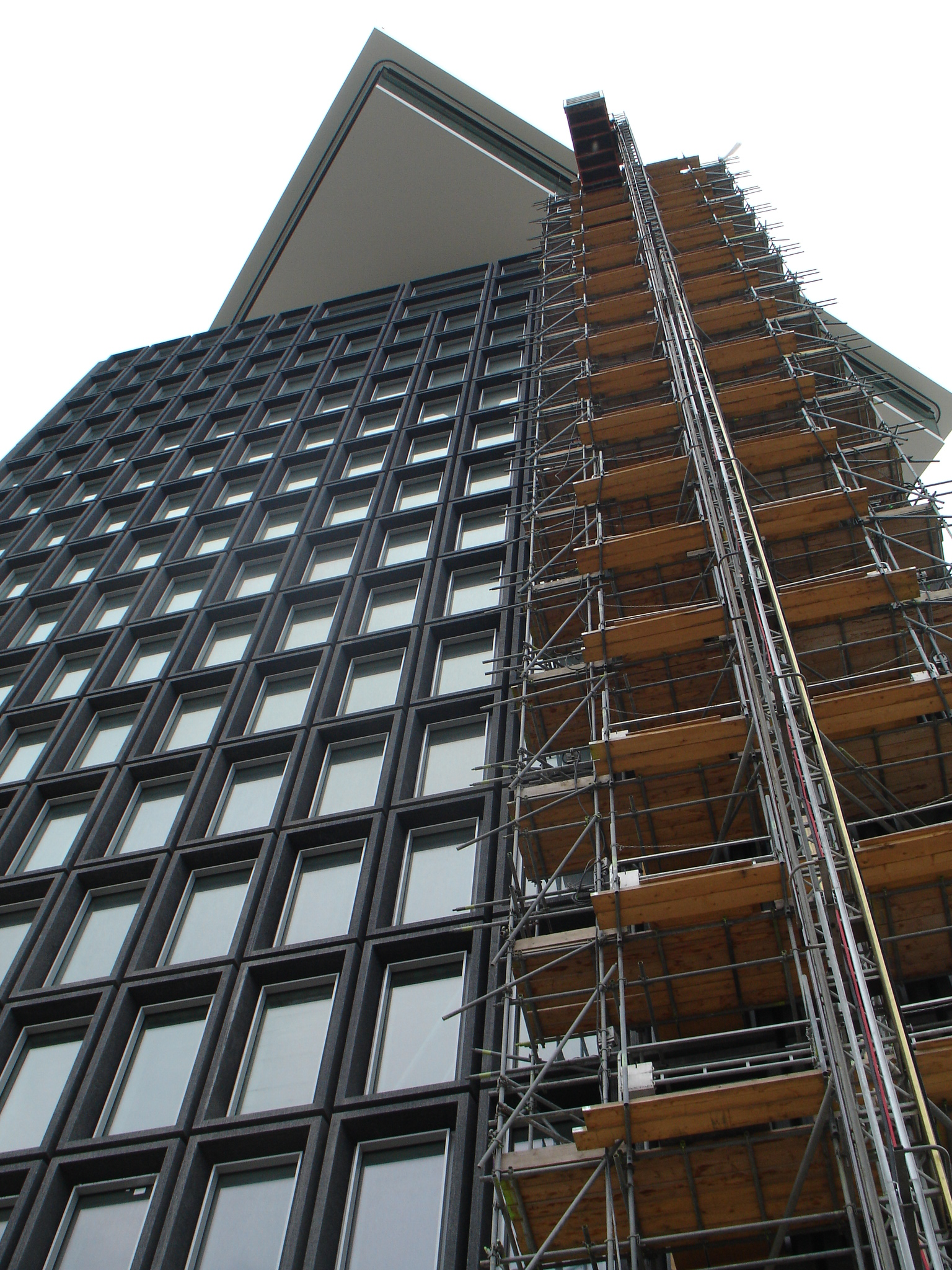
工作升降机
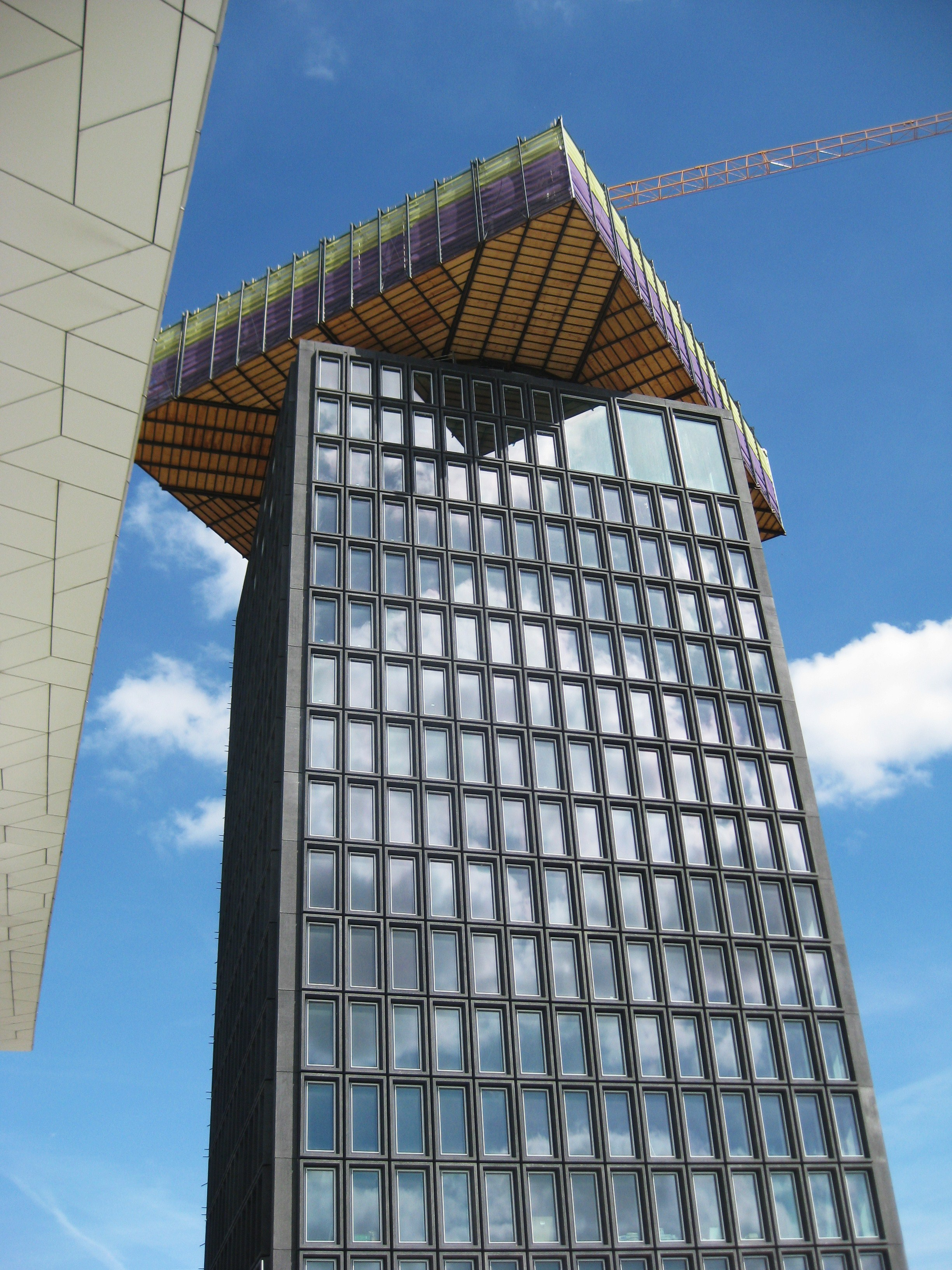
2015年的塔
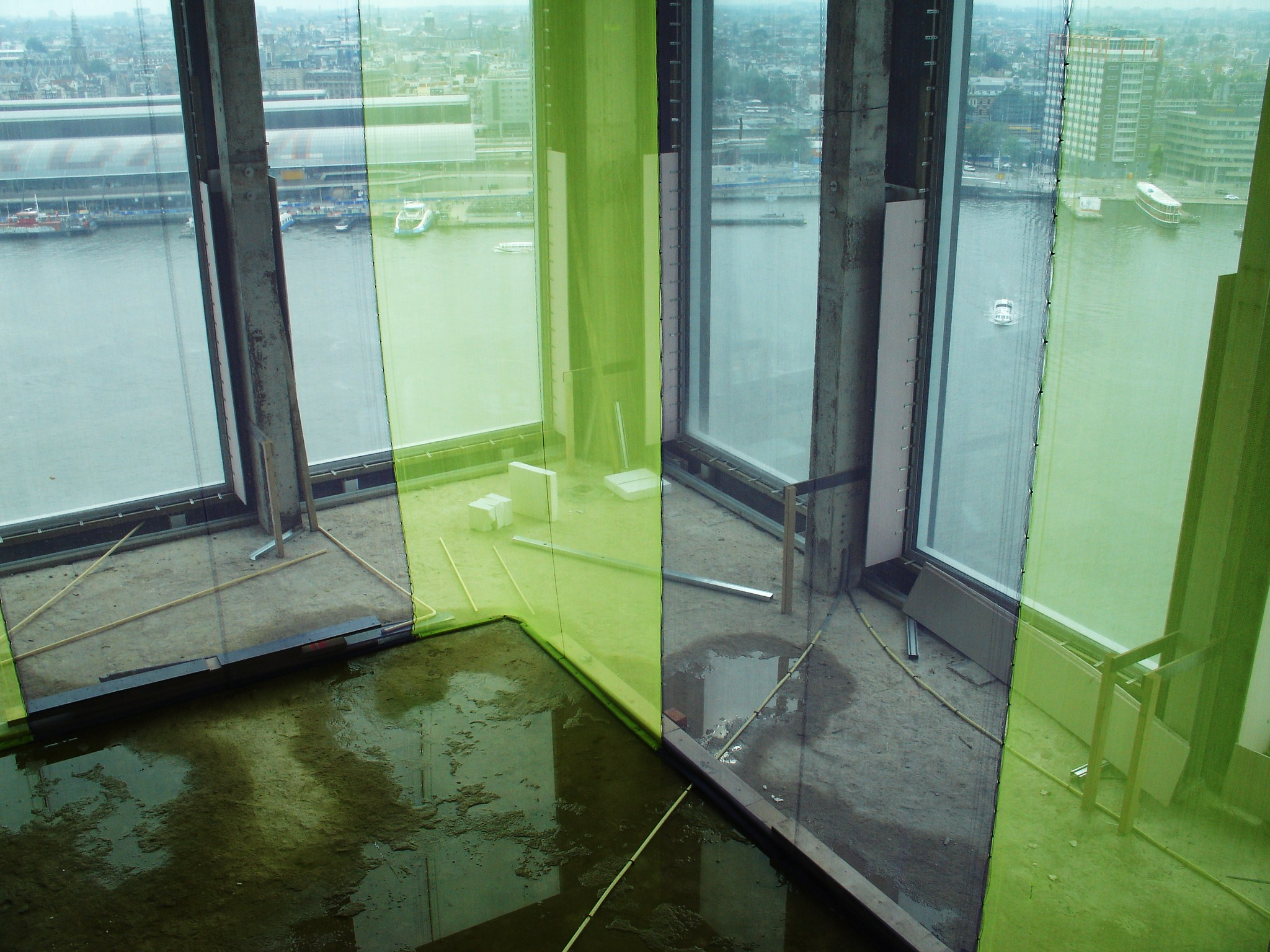
��正在施工🚧
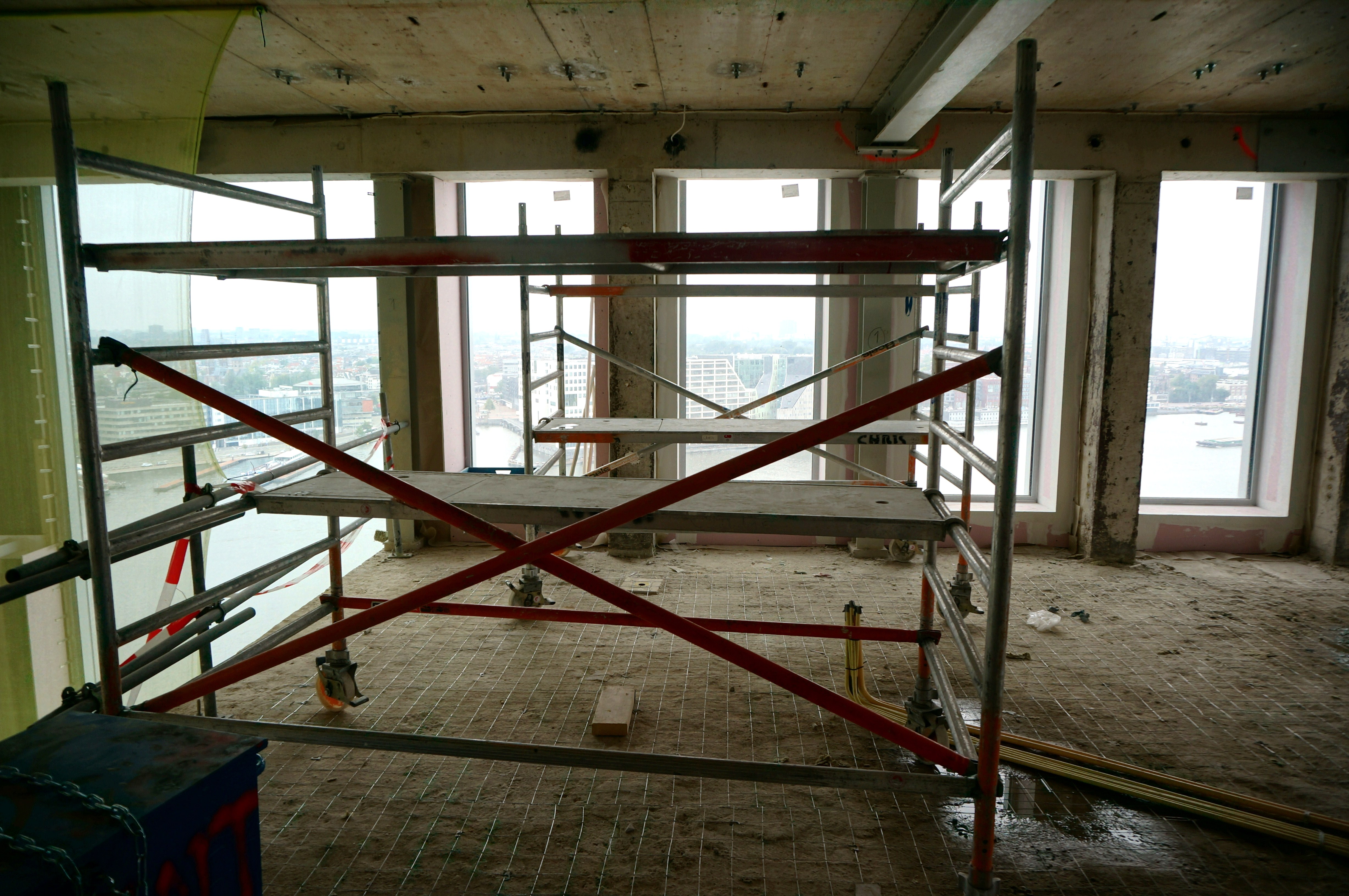
装修工程
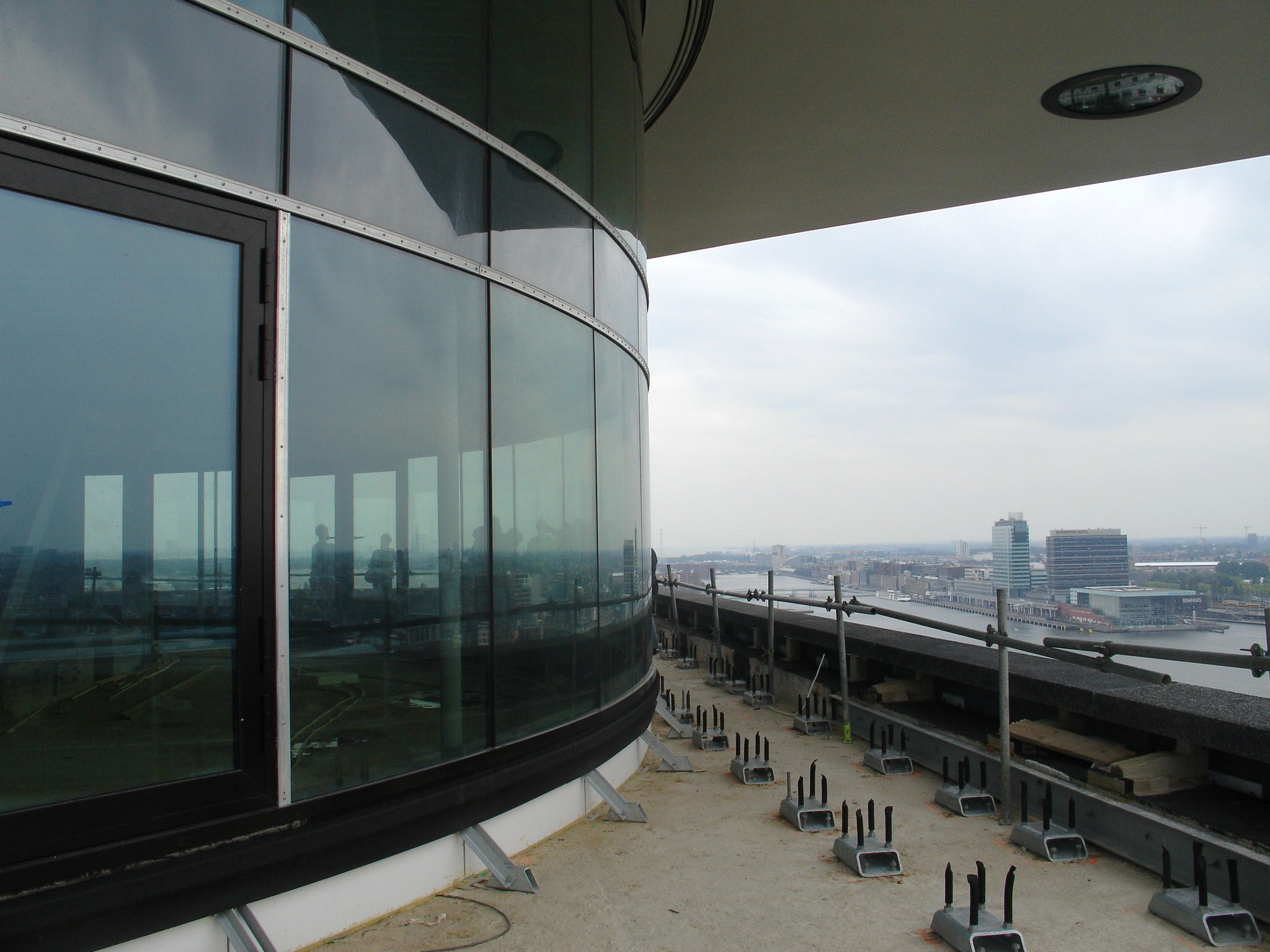
装修工程

 A'DAM Toren 

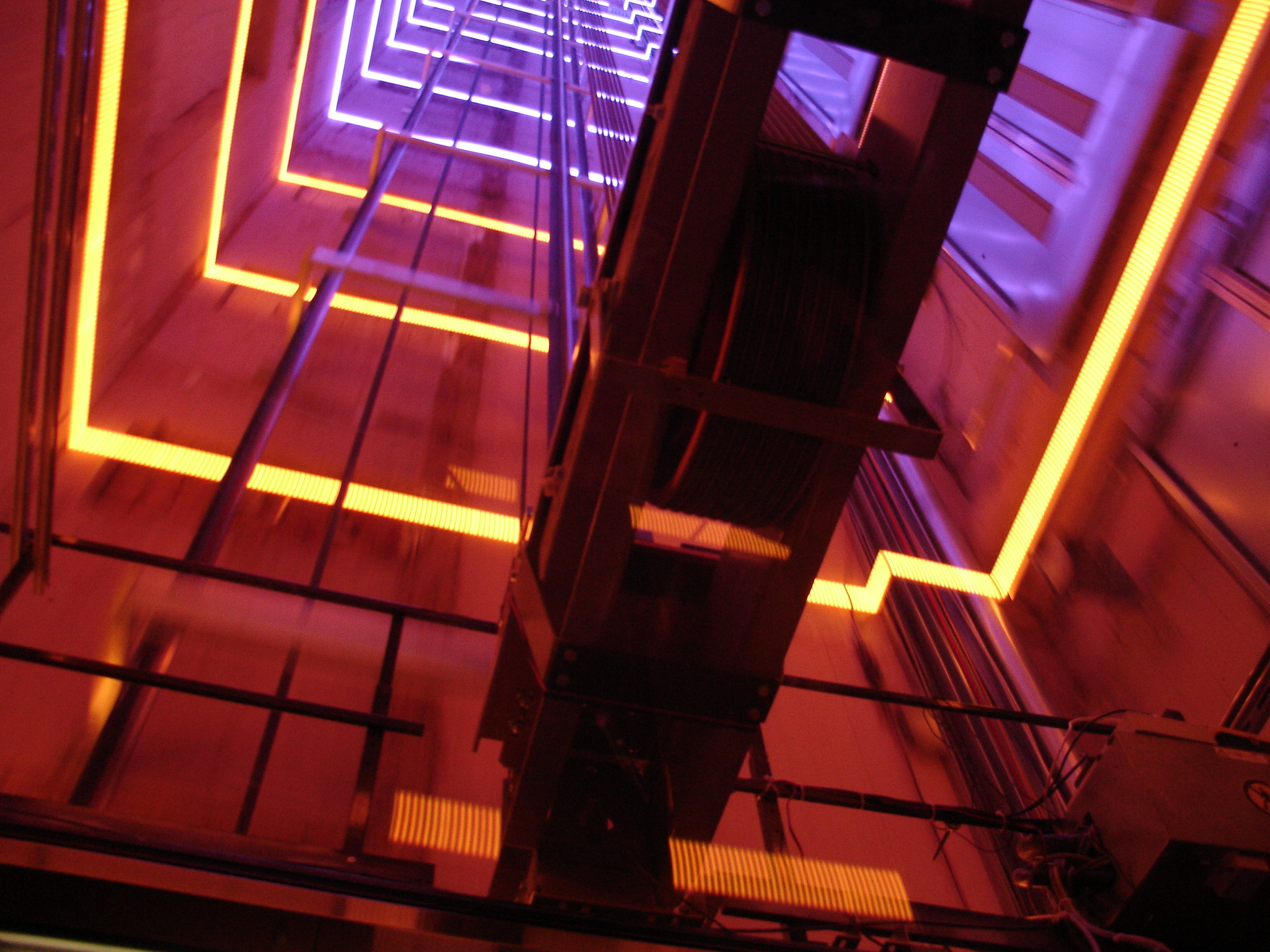
De lift
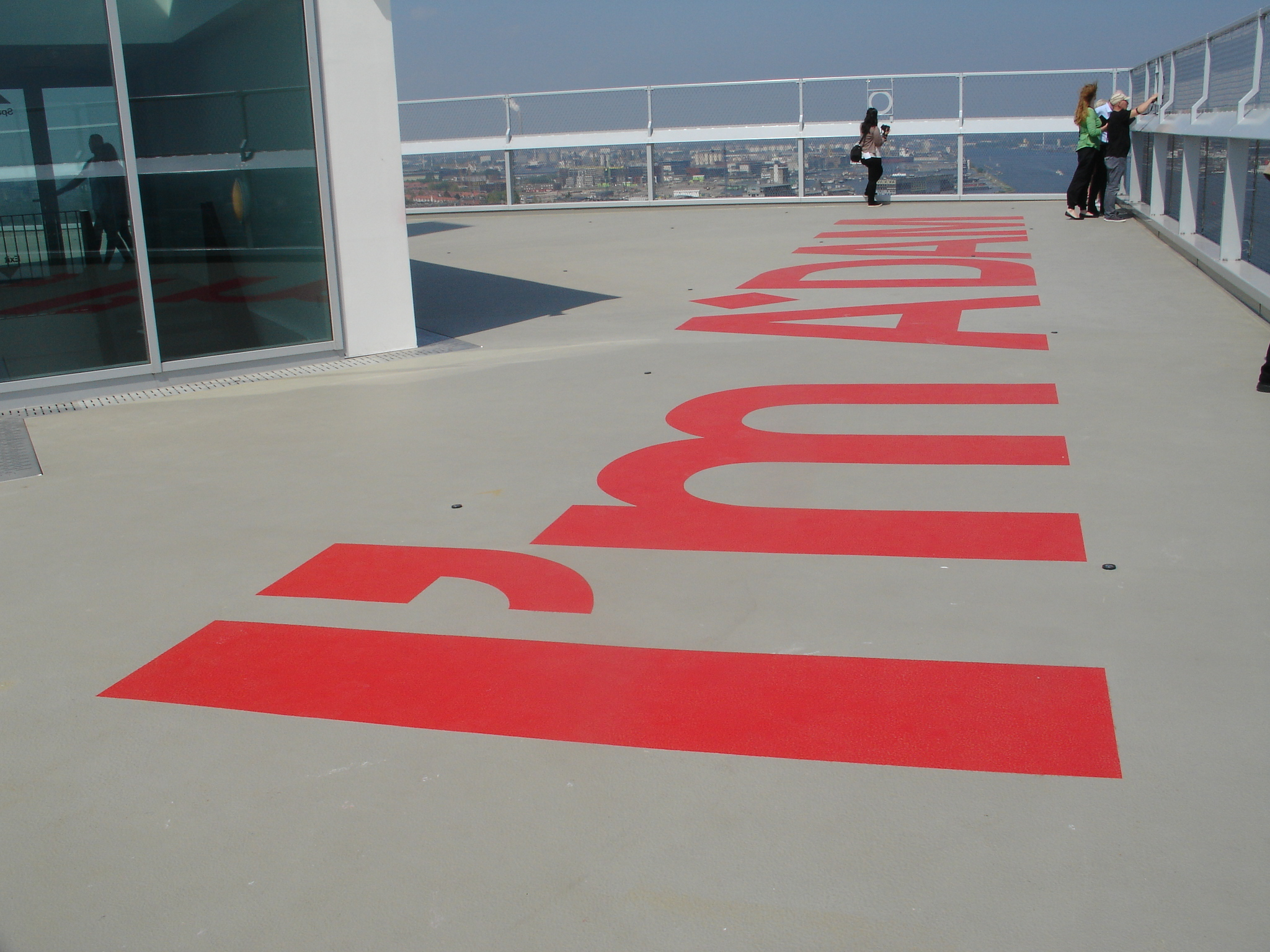
Op het dak
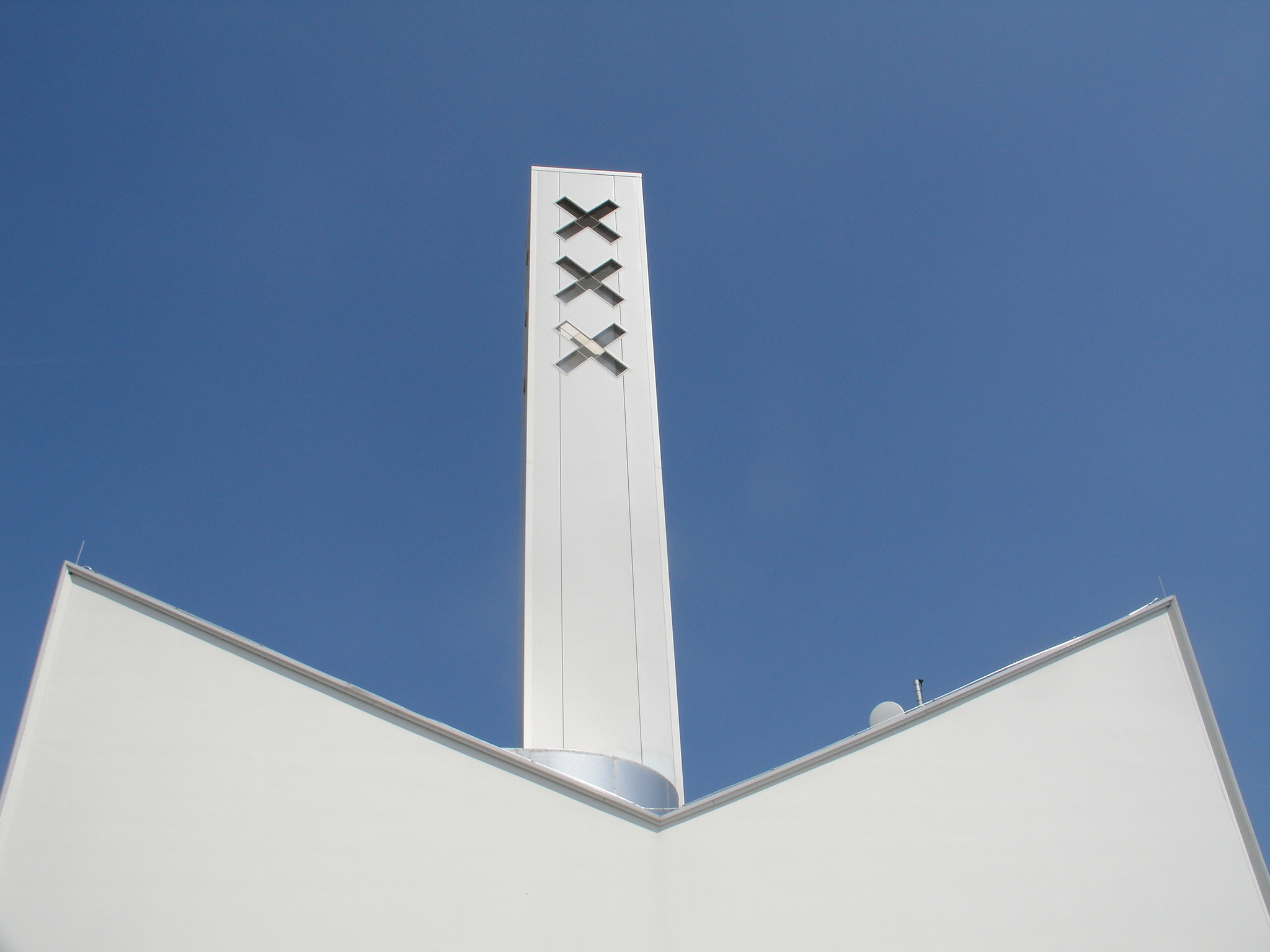
De mast
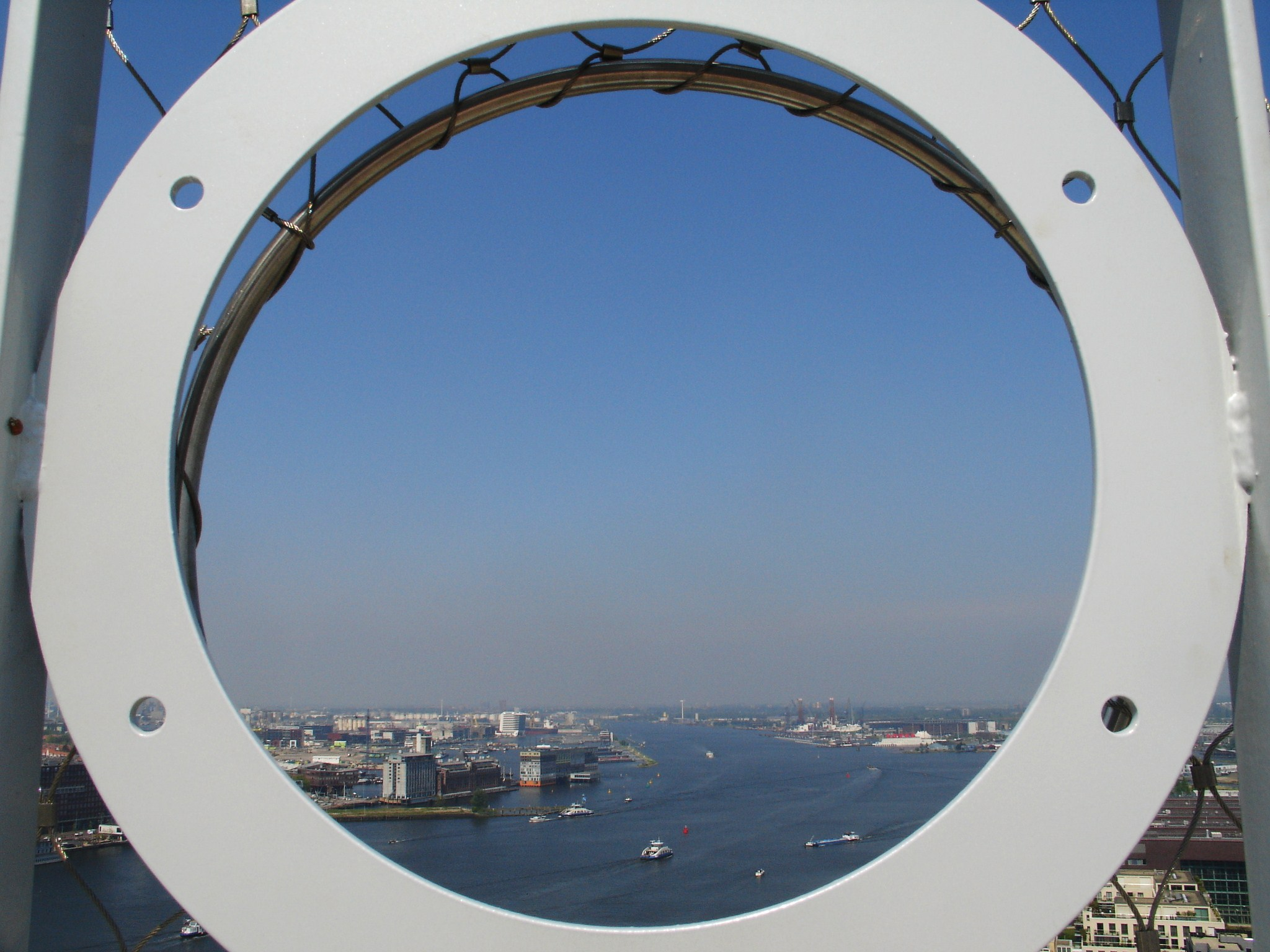
Het uitzicht
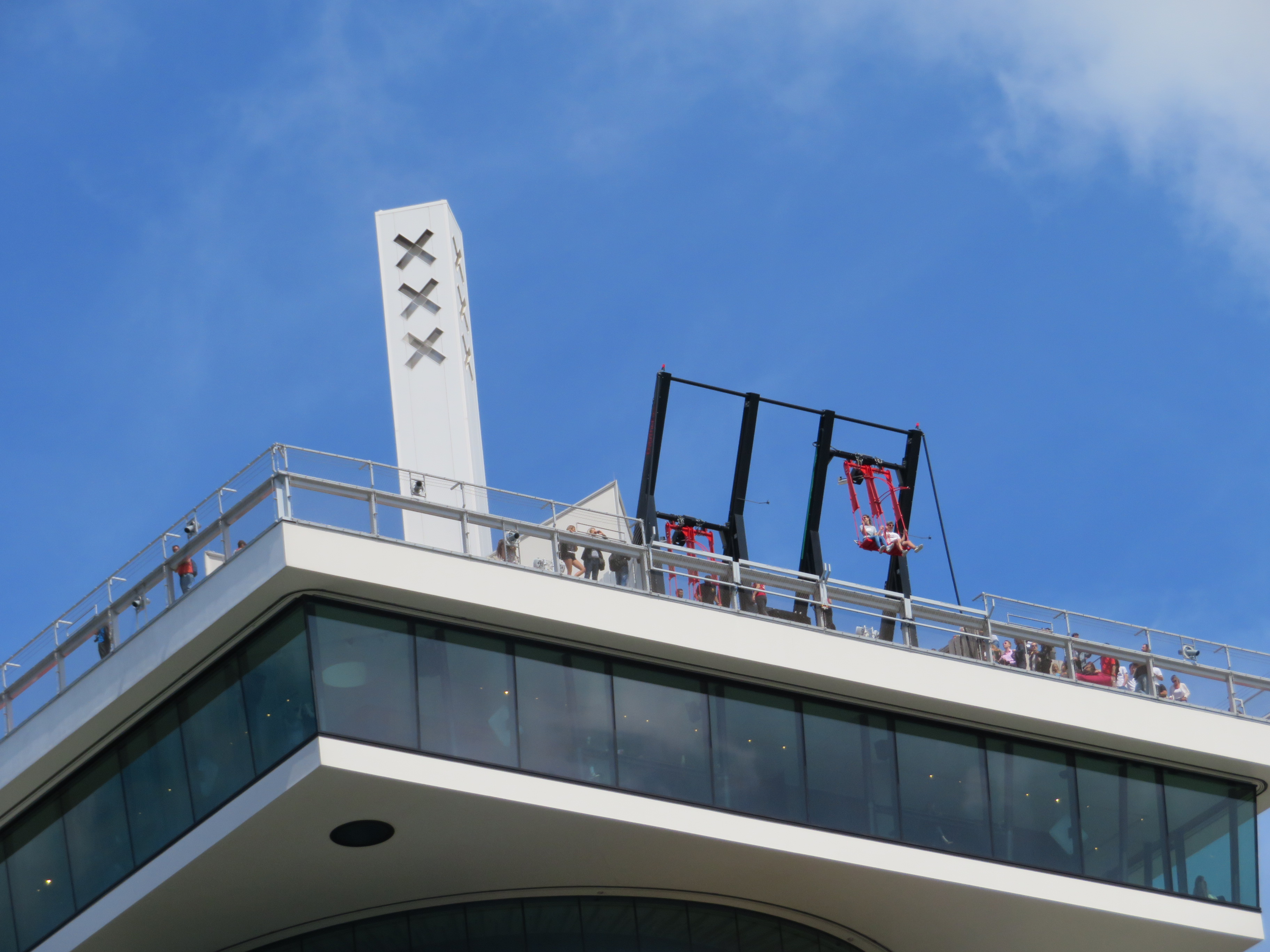
De schommel
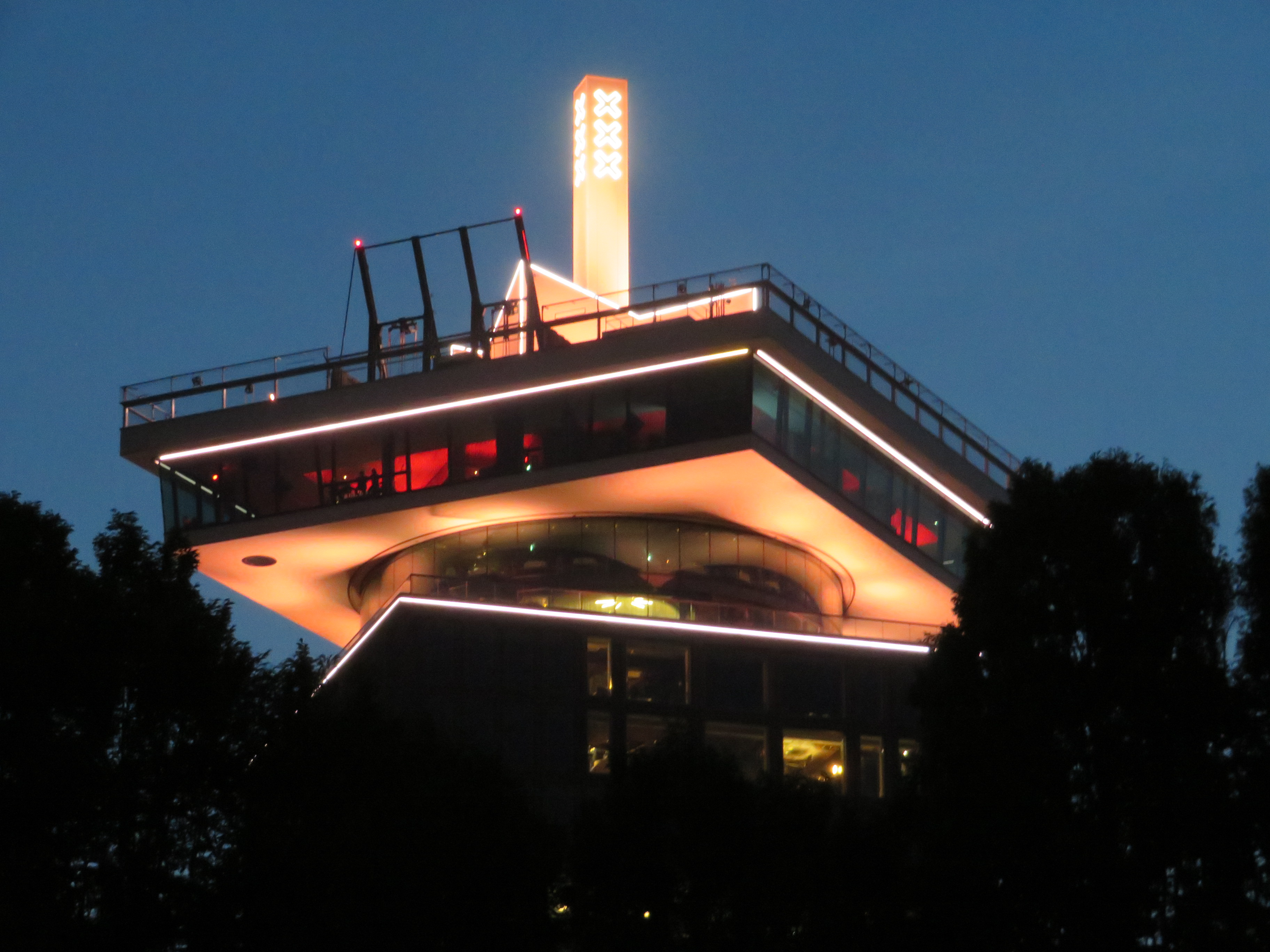
's Avonds